# Flenucleta
Flenucleta é uma sede titular episcopal da Igreja Católica Romana localizada no norte da Argélia. 
Flenucleta foi também a sede da diocese da Igreja Católica de Flenucleta que remonta a um bispado da era romana na antiga cidade do mesmo nome. Embora a diocese tenha deixado de funcionar efetivamente com a conquista muçulmana do Magrebe, a diocese foi restabelecida, pelo menos no nome, como uma sede titular da Igreja Católica Romana. 

## Bispos-titulares
| Bispos Titulares de Flenucleta |                          |                                                          |                         |                        |
| Ordem.                         | Nome                     | Função                                                   | de                      | a                      |
| 1                              | Julien Le Couëdic        | Bispo emérito da Diocese de Troyes, (França)             | 21 de fevereiro de 1967 | 10 de dezembro 1970    |
| 2                              | Antoine Mayala ma Mpangu | Bispo-coadjutor de Diocese Kisantu, ( Zaire)             | 30 de agosto 1971       | 27de abril 1973        |
| 3                              | Nicholas Mang Thang      | Bispo auxiliar de Mandalay ( Birmânia)                   | 21 de Junho 1988        | 21 de novembro de 1992 |
| 4                              | João Braz de Aviz        | Bispo auxiliar de Vitória (Brasil)                       | 6 de abril de 1994      | 12 de agosto de 1998   |
| 5                              | Hélio Adelar Rubert      | Bispo auxiliar de Vitória (Brasil)                       | 4 de agosto de 1999     | 24 de março de 2004    |
| 6                              | Joseph Walter Estabrook  | Bispo auxiliar do Ordinariato Militar dos Estados Unidos | 7 de maio 2004          | 4 de fevereiro de 2012 |
| 7                              | Nil Yuriy Lushchak, OFM  | Bispo auxiliar da Eparquia de Mukachevo, (Ucrânia)       | 19 de novembro de 2012  | -                      |